# مارهای خانگی قهوه‌ای
مارهای خانگی قهوه‌ای (نام علمی: Boaedon) نام یک سرده از تیره خانگی‌ماران است.